# Петровский сельский округ (Бухар-Жырауский район)
Петро́вский се́льский окру́г (каз. Петров ауылдық округі) — административная единица в составе Бухар-Жырауского района Карагандинской области Казахстана. Административный центр — село Петровка.

## Состав
| № | Населённый пункт | Тип населённого пункта       | Код КАТО  | Географические координаты       | Население, чел. (2021 г.) |
| - | ---------------- | ---------------------------- | --------- | ------------------------------- | ------------------------- |
| 1 | Жанакала         | село                         | 354067200 | 50°13′31″ с. ш. 73°45′24″ в. д. | ↘287                      |
| 2 | Жастилек         | село                         | 354067300 | 50°10′13″ с. ш. 73°48′29″ в. д. | ↘87                       |
| 3 | Петровка         | село, административный центр | 354067100 | 50°05′59″ с. ш. 73°30′20″ в. д. | ↗2017                     |
| 4 | Чайлы            | село, упразднено             | 354067100 | 50°03′33″ с. ш. 73°54′16″ в. д. | —                         |

## Население
| Численность населения | Численность населения | Численность населения | Численность населения |
| 1989                  | 1999                  | 2009                  | 2021                  |
| --------------------- | --------------------- | --------------------- | --------------------- |
| 3886                  | ↘2957                 | ↘2452                 | ↘2391                 |